# Julia Vigre García
Julia Vigre García (Madrid, Espanya, 27 de febrer de 1916 - Madrid, 27 de juny de 2008) va ser una mestra espanyola. Intensa activista socialista, per la seva labor pedagògica històrica va ser condecorada amb la Gran creu de l'Orde d'Alfons X el Savi, el 1988.

## Biografia
Julia Vigre, filla d'una carnisser que tenia el seu establiment al carrer de Segòvia va iniciar la seva educació, per prerrogativa ideològica del seu pare, en el col·legi infantil socialista Salut i Cultura de la Latina, i amb quinze anys va ser afiliada a les Joventuts Socialistes. Amb 18 anys, el 2 d'octubre de 1934 va concloure els seus estudis de Magisteri a l'Escola Normal de Magisteri Primari, a Madrid. Destinada inicialment com a mestra interina a l'escola de nenes de Valdilecha va ser traslladada sis mesos després al Grup Escolar Ramón de la Cruz, militant en la Federació Espanyola de Treballadors de l'Ensenyament.
Durant la Guerra Civil Espanyola exerceix diferents labors d'ajuda en el Madrid assetjat, a més de seguir exercint com a mestra. També, durant aquest període, actua com a secretària del Cercle Socialista de la Latina i en el departament de Cultura del Comitè Provincial de les Joventuts Socialistes Unificades (JSU), i dirigeix la revista Muchachas, en l'àmbit del Comitè Nacional de la Unió de Noies.
En concloure la guerra, va ser detinguda, jutjada i condemnada a «8 anys d'inhabilitació per exercir la professió i en consell de Guerra celebrat al maig de 1940 condemnada a 12 anys de reclusió que va complir des de novembre d'aquest any a la presó d'Àvila d'on va sortir en llibertat condicional el gener de 1943». Juntament amb Carmen Cueli i María Lacrampe organitza en la clandestinitat el grup autònom socialista de dones dins del PSOE, sent detinguda en la «batuda que va desarticular la Primera Comissió Executiva del PSOE a l'interior presidida per Juan Gómez Egido», l'abril de 1945, i condemnada a dos anys de presó. Complerta la pena, continuaria «en contacte amb l'organització socialista clandestina fent servir els noms de “Alfonsina” i “Honestina”», mentre treballava com a educadora en el Col·legi Hispano-Francès de Madrid. En 1960, el ministeri va convocar una oposició restringida per a mestres depurats, que Julia Vigre va superar, exercint des d'aquest any com a mestra nacional en localitats relativament properes a la capital d'Espanya, Duratón (Segòvia) i Cifuentes (Guadalajara), acabant finalment al col·legi 1º d'abril de Alcorcón (Madrid), on va exercir com a directora fins a la seva jubilació.
Va ser candidata al Congrés dels Diputats per Madrid en les eleccions generals de 1977 sense aconseguir l'escó. Va morir a Madrid als 92 anys.

## Reconeixements
En 1988, li va ser atorgada la Gran creu de l'Ordre d'Alfons X el Savi. En 2000, la Federació de Jubilats d'UGT li va concedir l'II Premi José Prat.